# Concerned Citizen
Concerned Citizen (hebreu Ezrah Mudag) és una pel·lícula dramàtica israeliana dirigida per Idan Haguel el 2022. Se centra en una parella gai (interpretada per Shlomi Bertonov i Ariel Wolf) en un districte de Tel Aviv, dominat per migrants.
L'estrena mundial va tenir lloc el febrer de 2022 al 72è Festival Internacional de Cinema de Berlín. La pel·lícula es va estrenar als cinemes alemanys a principis de febrer de 2023.

## Argument
Ben i Raz són una parella gai de 30 anys que viuen al  barri de Florentin a Tel Aviv. Volen tenir un fill i busquen una mare subrogada a través d'una agència que els lliurarà el fill després del part. Els seus pares la recolzen econòmicament en el seu desig de tenir fills.
Després d'una festa, Ben veu dos homes de pell fosca recolzats contra un arbre que ell ha plantat. Baixa i els demana que no es recolzin. Com que no ho fan, truca al telèfon ciutadà i assegura que l'Ajuntament va plantar l'arbre. Poc després, Ben és testimoni de la brutal detenció d'un migrant per part de la policia que es va precipitar al lloc dels fets. Des de la finestra, el Ben observa com el jove és perseguit per la policia, emmanillat, colpejat repetidament mentre està estirat a terra, i es manté immòbil després de rebre una puntada de peu al cap. Com a resultat, se sent culpable i qüestiona la seva pròpia imatge.
Dies després, torna a haver porqueria a l'escala. Juntament amb el seu veí Rotem, es pregunta com algú pot entrar a la casa malgrat que s'obri la porta amb un codi. Rotem gairebé no aguanta tots els refugiats, addictes i persones sense llar de la zona i té previst traslladar-se a Berlín amb la seva dona. Acomiadar-se no sembla que sigui difícil per a ell.
Després de tot el que ha viscut els darrers dies, Ben admet al seu psicoterapeuta Reuven que ja no està segur de si tenir un fill és una bona idea. Tanmateix, Ben no és del tot honest amb ell o amb ell mateix durant la conversa. Fins i tot en una cita conjunta amb Raz a la clínica de fertilitat Maya, on se suposa que han d'escollir una mare de subrogació, Ben no està del tot concentrat. Torna a marcar la línia directa per preguntar què va passar amb el jove africà que va ser maltractat per la policia. Quan s'assabenta que el noi que vivia a l'apartament de dalt seu ha mort, fa una visita als seus veïns africans. La família extensa prové d'Eritrea i és cristiana.
Quan dos migrants es recolzen de nou a l'arbre a plena llum del dia, Ben torna a trucar a la línia directa dels ciutadans. Aquesta vegada simplement avisa un agent de policia. Ben, però, baixa les escales, defensa els refugiats i primer es torna abusiu i després físicament agressiu cap a l'oficial de policia. El policia el colpeja, però Raz li fa saber des de la finestra que ha filmat l'escena, i el policia simplement marxa. Ben està agraït a Raz.

## Producció
La pel·lícula va ser dirigida per Idan Haguel, qui també va escriure el guió. Concerned Citizen és el seu tercer llargmetratge després d'Inertia del 2015 i Neve Shaanan del 2021.

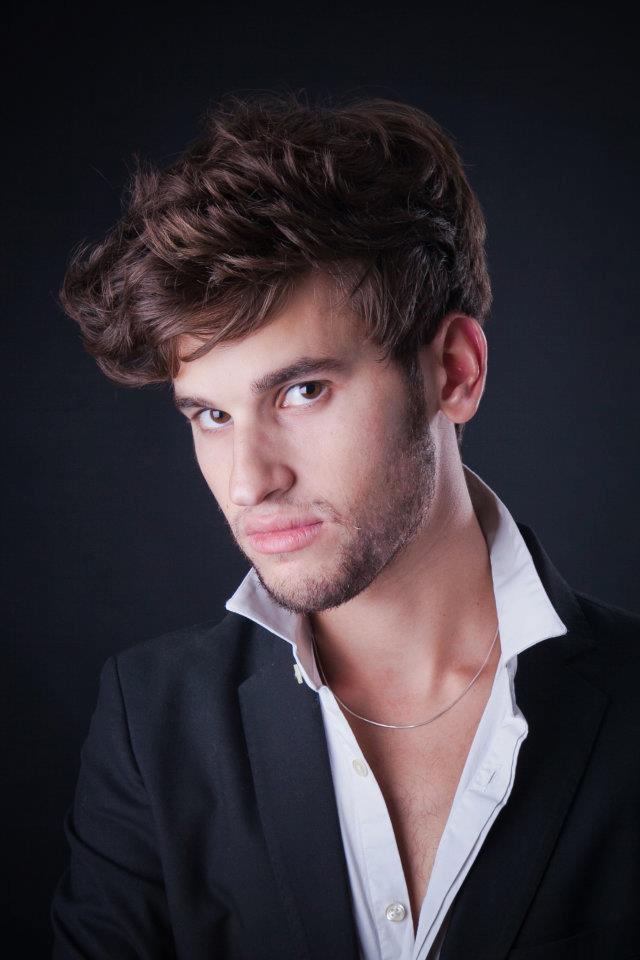
Ariel Wolf interpreta a Raz

Shlomi Bertonov i Ariel Wolf interpreten els papers principals de Ben i Raz. En realitat eren parella en el moment del rodatge. Idan Hubel interpreta el seu veí Rotem i Yael Rozenblit a Maya, que els ajuda amb la seva agència en el seu desig de tenir fills. Ilan Hazan interpreta el paper del psicoterapeuta de Ben, Reuven. Butbul interpreta l'agent immobiliari Kobi, a qui Ben contracta per vendre el seu pis. Flora Bloch interpreta la Tami, que viu a París i està interessada en l'apartament. Altres papers inclouen Yshelu Gebremkiel, Lena Fraifeld i Uriah Jablonowsky.
Ulrike Harnisch va exercir com a subtituladora alemanya.
La major part del rodatge amb el director de fotografia Guy Sahaf va tenir lloc al propi apartament de Haguel.
Concerned Citizen va rebre una invitació a la secció Panorama de la Berlinale. S'hi va projectar el 12 de febrer de 2022. A finals de juliol de 2022, la pel·lícula es va presentar al Festival Internacional de Cinema New Horizons. Al setembre de 2022, es va projectar com a part del queerfilmfestival a dotze ciutats alemanyes i Viena.Es va projectar al Festival Internacional de Cinema de Palm Springs el gener de 2023. A Alemanya, la pel·lícula es va estrenar als cinemes el 2 de febrer de 2023, distribuïda per Salzgeber. L'estrena de televisió gratuïta va tenir lloc el 22 d'agost de 2024 a rbb.

## Crítiques
De les ressenyes que figuren a Rotten Tomatoes, el 94 per cent són positives. La valoració mitjana és de 6,8 sobre 10.
Lucas Barwenczik de Filmdienst escriu a la seva ressenya que Concerned Citizen és el més intel·ligent quan parla de la il·lusió de que la debilitat privada és també debilitat social: "Concerned Citizen és una pel·lícula sobre ciutadans preocupats d'arreu del món que es consideren un petit arbre feble que necessita protecció, però que en realitat són el vent" i el director Idan Haguel mostra el protagonista de Raz com una façana acolorida, amb l'egoisme burgès que s'amaga sota la xapa fina. Les seves vides només funcionen perquè un poder de l'estat invisible garanteix la seva vida quotidiana sense problemes. Shlomi Bertonov sempre fa que el seu personatge Ben sembli com si hagués vist un fantasma, i la seva depressió es fa encara més insuportable pel fet que no té una causa clara. A Concerned Citizen, es tracten temes com la gentrificació, la migració, la gestació subrogada, i la història també es pot entendre com una metàfora del país Israel: "Orient Mitjà com a àrea problemàtica, el petit arbre entre superfícies de formigó, l'estat democràtic, que sempre està en risc, la policia com a militar."

## Premis i nominacions
72è Festival Internacional de Cinema de Berlín
- Nominació al Teddy Award aen la categoria Llargmetratge[8]

Festival de Cinema de Jerusalem 2022
- Nominació al Concurs de Llargmetratges
- Premi Yossi Molla de música (Zoe Polanski)[9][10]

XXXVII edició de la Mostra de València
- Palmera de Plata a la millor pel·lícula
- Premi al millor guió
- Premi a la millor interpretació masculina